# 그물 (수학)
위상수학에서 그물(영어: net 네트[*]) 또는 무어-스미스 열(Moore-Smith列, 영어: Moore–Smith sequence)은 점렬의 일반화이다. 점렬과 달리, 그 지수가 자연수 대신 임의의 상향 원순서 집합일 수 있다.

## 정의
집합 {\displaystyle X} 위의 그물은 어떤 상향 원순서 집합 {\displaystyle I}에 대하여 {\displaystyle I}에서 {\displaystyle X}로 가는 함수 {\displaystyle x_{\bullet }\colon I\to X}이다. 이는 흔히 점렬과 유사하게 첨자로 {\displaystyle (x_{i})_{i\in I}}와 같이 표기한다.
점렬은 전순서 집합 {\displaystyle (\mathbb {N} ,\leq )}에서 어떤 집합으로 가는 함수이므로, 그물은 점렬의 일반화이다.
상향 원순서 집합 {\displaystyle I}와 집합 {\displaystyle X} 및 {\displaystyle X} 속의 그물 {\displaystyle (x_{i})_{i\in I}} 및 {\displaystyle X}의 부분 집합 {\displaystyle S\subseteq X}가 주어졌다고 하자.
- 만약 {\displaystyle \{x_{i}\colon i\gtrsim i_{0}\}\subseteq S}가 성립하는 {\displaystyle i_{0}\in I}가 존재한다면, {\displaystyle (x_{i})_{i\in I}}가 최종적으로 {\displaystyle S}에 속한다(영어: eventually in Y)고 한다.
- 만약 임의의 {\displaystyle i\in I}에 대하여 {\displaystyle x_{j}\in S}인 {\displaystyle j\gtrsim i}가 존재한다면, {\displaystyle (x_{i})_{i\in I}}가  빈번히 {\displaystyle S}에 속한다고 한다.

{\displaystyle (x_{i})_{i\in I}}가 극대 그물(極大-, ultranet, universal net)일 필요충분조건은, X의 임의의 부분 집합 {\displaystyle S\subseteq X}에 대하여 {\displaystyle (x_{i})_{i\in I}}가 최종적으로 {\displaystyle S}에 속하거나 최종적으로 여집합 {\displaystyle X\setminus S}에 속하는 것이다. 이는 극대 필터에 대응되는 개념이다.

### 극한
상향 원순서 집합 {\displaystyle I}와 위상 공간 {\displaystyle X} 및 {\displaystyle X} 속의 그물 {\displaystyle (x_{i})_{i\in I}} 및 점 {\displaystyle x\in X}가 주어졌다고 하자. 만약 다음 조건이 성립한다면, {\displaystyle (x_{i})_{i\in I}}가 {\displaystyle x}로 수렴한다(영어: converges toward {\displaystyle x}) 또는 극한 {\displaystyle x}를 갖는다(영어: has limit {\displaystyle x})고 한다.
- {\displaystyle x}의 임의의 근방 {\displaystyle U\ni x}에 대하여 {\displaystyle (x_{i})_{i\in I}}는 최종적으로 {\displaystyle U}에 속한다.

그물 {\displaystyle (x_{i})_{i\in I}}가 {\displaystyle x}로 수렴할 경우, 점렬의 경우처럼 다음과 같이 쓴다.
{\displaystyle \lim _{i\in I}x_{i}=x}
만약 {\displaystyle X}에 기저가 주어져 있을 경우, 그물이 {\displaystyle x}로 수렴하는 것을 보이기 위해서는 그물이 최종적으로 {\displaystyle x}를 포함하는 기저의 원소들에 속한다는 것만 보이면 된다.

### 상극한과 하극한
상향 원순서 집합 {\displaystyle (I,\lesssim )}에서 실수로 가는 그물의 경우, 상극한·하극한을 점렬의 경우와 유사하게 다음과 같이 정의할 수 있다.:32:217, 221, Exercises 2.53-2.55:2
{\displaystyle \limsup _{i\in I}x_{i}=\lim _{i\in I}\sup _{i\lesssim j}x_{j}=\inf _{i\in I}\sup _{i\lesssim j}x_{j}}
{\displaystyle \liminf _{i\in I}x_{i}=\lim _{i\in I}\inf _{i\lesssim j}x_{j}=\sup _{i\in I}\inf _{i\lesssim j}x_{j}}
그물의 상극한과 하극한은 점렬에서와 비슷한 성질을 갖는다. 예를 들어, 다음이 항상 성립한다.
{\displaystyle \limsup(x_{\alpha }+y_{\alpha })\leq \limsup x_{\alpha }+\limsup y_{\alpha },}
이 부등식에서 두 그물 중 하나가 수렴하면 등호가 성립한다.

## 성질

### 연속 함수
점렬은 위상 공간의 각종 특성을 정의하는 데 자연스럽지 못한 경우가 많다. 이는 점렬이 자연수를 정의역으로 갖는데, 자연수 집합은 가산 집합이므로 지나치게 작기 때문이다. 예를 들어, 일반적인 두 위상 공간 {\displaystyle X}, {\displaystyle Y} 사이의 함수 {\displaystyle f\colon X\to Y}에 대하여, 다음 두 조건이 동치가 아니다.
- 연속 함수이다.
- 임의의 점렬 {\displaystyle (x_{n})_{n\in \mathbb {N} }\subseteq X}이 만약 {\displaystyle x\in X}에 수렴한다면, {\displaystyle (f(x_{n}))_{n\in \mathbb {N} }} 역시 {\displaystyle f(x)}로 수렴한다.

전자는 후자를 항상 함의하며, X, Y가 제1 가산 공간일 경우에는 후자가 전자를 함의하지만, 일반적 위상 공간에 대해서는 후자가 전자를 함의하지 못할 수 있다.
그물을 사용하면 이러한 문제가 발생하지 않는다. 구체적으로, 임의의 위상 공간 {\displaystyle X}, {\displaystyle Y} 및 함수 {\displaystyle f\colon X\to Y}에 대하여, 다음 두 조건이 서로 동치이다.
- 연속 함수이다.
- 임의의 그물 {\displaystyle (x_{i})_{i\in I}\subseteq X}이 만약 {\displaystyle x\in X}에 수렴한다면, 그물 {\displaystyle (f(x_{i}))_{i\in I}} 역시 {\displaystyle f(x)}로 수렴한다.

### 닫힌집합 · 콤팩트 집합
위상 공간 {\displaystyle X}의 부분 집합 {\displaystyle S\subseteq X}에 대하여 다음 두 조건이 서로 동치이다.
- 닫힌집합이다.
- {\displaystyle S} 속의 임의의 그물의 임의의 ({\displaystyle X} 속에서 취한) 극한은 {\displaystyle S}의 원소이다. 즉, 그물 극한은 {\displaystyle S}를 벗어나지 않는다.

위상 공간 {\displaystyle X}의 부분 집합 {\displaystyle S\subseteq X} 및 점 {\displaystyle x\in X}에 대하여 다음 두 조건이 서로 동치이다.
- {\displaystyle x\in \operatorname {cl} (S)}. 여기서 {\displaystyle \operatorname {cl} }은 폐포이다.
- {\displaystyle x}로 수렴하는 {\displaystyle S} 속의 그물이 존재한다.

볼차노-바이어슈트라스 정리에 따르면, 위상 공간 {\displaystyle X}에 대하여 다음 두 조건이 서로 동치이다.
- 콤팩트 공간이다.
- {\displaystyle X} 속의 임의의 그물은 수렴하는 부분 그물을 갖는다.

### 극한의 존재·유일성
일반적인 위상 공간에서 임의의 그물은 극한을 0개·1개·2개 이상 가질 수 있다. 그러나 하우스도르프 공간 속의 그물의 극한은 0개 또는 1개이다.
위상 공간 {\displaystyle X} 속의 그물 {\displaystyle (x_{i})_{i\in I}}이 극한을 가질 필요충분조건은 모든 부분그물이 극한을 갖는 것이다. 이때 {\displaystyle (x_{i})_{i\in I}}의 모든 극한은 모든 부분그물의 극한이 된다.
곱위상이 주어진 곱공간의 그물이 극한을 가질 필요충분조건은 그물의 각 사영(projection, 정확히 말해 어떤 공간들의 곱공간에서 원래의 공간 중 하나로 내리는 사영사상과 원래 그물의 합성함수로 이루어지는 그물)이 극한을 갖는 것이다. 이 성질과 볼차노-바이어슈트라스 정리를 이용하면 티호노프 정리를 쉽게 증명할 수 있다.
위상 공간 {\displaystyle X} 속의 그물 {\displaystyle (x_{i})_{i\in I}} 및 점 {\displaystyle y\in X}이 다음 조건을 만족시킨다면 {\displaystyle y}가 {\displaystyle (x_{i})_{i\in I}}의  집적점이라고 한다.
- {\displaystyle y}의 임의의 근방 {\displaystyle U\ni y}에 대하여 {\displaystyle (x_{i})_{i\in I}}가 빈번히 {\displaystyle U}에 속한다.

그물 {\displaystyle (x_{i})_{i\in I}}의 집적점의 집합은 {\displaystyle (x_{i})_{i\in I}}의 부분그물의 극한들을 모두 모은 집합과 같다.

## 역사
미국 수학자 일라이어킴 헤이스팅스 무어와 허먼 라일 스미스(영어: Herman Lyle Smith)가 1922년 처음 도입하였다.
유사한 목적으로 개발된 개념으로 필터가 있다.